# Achlydosa
Achlydosa je monotipski biljni rod orhideja smješten nekada u vlastiti podtribus Achlydosinae , dio tribusa Cranichideae., kasnije u Pterostylidinae. Jedina vrsta A. glandulosa endem je s Nove Kaledonije
Hemikriptofit; raste u kišnim šumama.
Achlydosinae M.A. Clem. & D.L. Jones, 2002, je danas neaktivan takson.

## Sinonimi
- Lyperanthus balansae Kraenzl.
- Lyperanthus glandulosus Schltr.
- Lyperanthus gracillimus Kraenzl.
- Megastylis glandulosa (Schltr.) Schltr.